# Hopong
Hopong är en kommun i Myanmar.   Den ligger i regionen Shanstaten, i den centrala delen av landet, 180 km nordost om huvudstaden Naypyidaw. Antalet invånare är 99 212.